# Klebebande
KlebeBande ist ein Berliner Künstlerkollektiv, das sich auf Interior Art, Murals und künstlerische Raumgestaltung spezialisiert hat. Gegründet 2011, entwickelte sich die Gruppe von einem auf Tape Art fokussierten Kollektiv zu einem international tätigen Studio für die Gestaltung von Innenräumen, Fassaden und Gebäudekomplexen. Die Arbeiten der KlebeBande sind in Bürogebäuden, Bildungseinrichtungen und öffentlichen Räumen in Europa und darüber hinaus zu finden.

## Geschichte
Die KlebeBande wurde 2011 von Bodo Höbing, Bruno (BeezeBoe) Ridderbusch und Nikolajn (Kolja) Bultmann in Berlin-Kreuzberg gegründet. Die Gründer stammen aus der urbanen Kunst- und Graffitiszene und widmeten sich zunächst der damals neu aufkommenden Kunstform der Tape Art. Charakteristisch waren geometrische Strukturen und eine reduzierte Formensprache, die sich aus der Verwendung von selbstklebenden Bändern wie Gaffer-, Krepp- oder PVC-Tape entwickelte.
Nationale Bekanntheit erlangte die KlebeBande im Jahr 2013 durch einen Auftritt in der ProSieben-Sendung TV total (Folge 1954). Darüber hinaus wurde das Künstlerkollektiv in zwei Beiträgen des europäischen Kultursenders ARTE porträtiert.
Mit wachsender Projektgröße und internationaler Präsenz erweiterte die KlebeBande ihr Portfolio um Wandmalerei, Fassadengestaltung, Glasdesign und Interior-Konzepte.
Im Jahr 2024 wurde die NeonGold GmbH als Betreibergesellschaft gegründet, um Großprojekte zu planen und zu realisieren. Das Studio arbeitet mit einem Netzwerk aus Kunstschaffenden, Designern und Architekturbüros zusammen.

## Mitglieder
- Bodo Höbing (* 1977): Kommunikationsdesigner
- Bruno Kolberg (* 1977): Grafikdesigner, Illustrator und Unternehmer
- Nikolaj Bultmann (* 1979): Betriebswirt und Galerist[1]

## Arbeitsweise, Stil und Technik
Die KlebeBande entwickelt Interior- und Exterior-Konzepte, die Kunst, Architektur und Nutzung miteinander verbinden. Technisch kombiniert das Studio klassische und moderne Methoden. Tape Art, Wandmalerei, Foliendesign, individuelle Tapeten, Spraytechniken und 3D-Druck kommen projektabhängig zum Einsatz.
Die Vielseitigkeit des Materials eröffnet dabei eine breite Palette an Anwendungsmöglichkeiten: von Bühnenbildern, Fassaden und gestalteten Messeständen bis hin zu Live-Performances vor Publikum.
Ergänzt wird das künstlerische Schaffen der KlebeBande durch Workshops und Team-Events.
Die KlebeBande entwickelte die Technik des Tape Mapping, bei dem Tape Art mit Videomapping kombiniert wird. Durch diese Verbindung entstehen interaktive Rauminstallationen, die Flächen durch Lichtprojektionen erweitern. Viele Werke der KlebeBande entstehen live in Form von Tape-Performances auf Veranstaltungen oder in Clubs, oft in Kombination mit Videoinstallationen.

## Publikationen
- Tape Art – Kunst mit Klebeband. Ideen und Projekte. Haupt Verlag, 2015, ISBN 978-3-258-60131-1

## Ausstellungen und Projekte (Auswahl)
- 2010: Territoria Theater Festival, Moskau[11]
- 2015: Künstlerische Interpretation des Adobe Logos[12]
- 2015: Teilnahme an der ersten europäischen Tape-Art-Ausstellung Tape It, Offenbach[1]
- 2017: Ausstellung bei der Eröffnung des Urban Nation Museums, Berlin[10]
- 2018: Berlin Mural Fest: Holzmarkt Me, Myself & Eye[13]
- 2020: Fassadengestaltung für eine Schule in Crailsheim[14]
- 2020: Ausstellung Alles was klebt, Bauhaus-Archiv, Berlin[15]
- 2020: Projekt Nipponia (Japan)[16]
- 2021: Shifting Dimensions, The Haus, Berlin[17]
- 2023: Gestaltung der Berliner Oberpostdirektion (Offices von Kleinanzeigen und mobile.de)[18]